# Футсал репрезентација Црне Горе
Репрезентација Црне Горе у футсалу представља Црну Гору у међународним такмичењима у футсалу и под контролом је Фудбалског савеза Црне Горе.
До стицања независности 2006. године, црногорски играчи су наступали за репрезентације СФРЈ (1987-1992), СРЈ (1992-2003) и СЦГ (2003-2006).

## Резултати репрезентације

### Европска првенства
| Година | Коло                     | ИГ | П | Н | ИЗ | ДГ | ПГ |
| ------ | ------------------------ | -- | - | - | -- | -- | -- |
| 2007.  | Није учествовала у квал. | -  | - | - | -  | -  | -  |
| 2010.  | Није се квалификовала    | -  | - | - | -  | -  | -  |
| 2012.  | Није се квалификовала    | -  | - | - | -  | -  | -  |
| Укупно | 0/3                      | -  | - | - | -  | -  | -  |

### Светска првенства
| Година | Коло                  | ИГ | П | Н | ИЗ | ДГ | ПГ |
| ------ | --------------------- | -- | - | - | -- | -- | -- |
| 2008.  | Није се квалификовала | -  | - | - | -  | -  | -  |
| 2012.  | Није се квалификовала | -  | - | - | -  | -  | -  |
| Укупно | 0/2                   | -  | - | - | -  | -  | -  |

## Састав репрезентације
од 15. априла 2012.